# Cento canzoni da ricordare - vol.1
Cento canzoni da ricordare - vol.1, pubblicato nel 1992 su Musicassetta e CD, è un album discografico del cantante Mario Trevi.

## Il disco
L'album è una raccolta di brani napoletani classici interpretati da Mario Trevi, suddivisa in sei volumi. In questa serie di albums, Trevi affronta ancora una volta il repertorio classico napoletano, andando a riscoprire brani antecedenti agli anni cinquanta ed altri provenienti dal proprio repertorio degli anni sessanta, rendendoli attuali attraverso l'uso degli strumenti elettrofoni dell'epoca.
Gli arrangiamenti sono assegnati all'allora giovane M° Gigi D'Alessio.

## Tracce
1. Scetate (Russo-Costa)
2. Canciello 'e sposa (Rendine-De Gregorio)
3. Sciasciarella (Cioffi-Pisano)
4. Aummo aummo (Cioffi-Cioffi)
5. Nun sposa cchiù (Alfieri-Grasso-Messina)
6. Carruzzella (Acampora-Dura)
7. Serenata a muglierema (Rendine-Parente)
8. 'O lione 'e Margellina (Romeo-De Gregorio)
9. Vulesse addeventà (Rendine-Fiorelli)
10. Pizzeche 'e vase (Cioffi-Cioffi)